# حکیم زریپوف
حکیم زریپوف (انگلیسی: Hakim Zaripov؛ ۱۷ سپتامبر ۱۹۲۴ - ۱۸ ژانویهٔ ۲۰۲۳) بازیگر، مجری سیرک، سوارکار و مربی اسب اهل کشور اتحاد جماهیر شوروی سوسیالیستی و ازبکستان بود.
وی همچنین برندهٔ جوایزی همچون جایزه هنرمند مردمی اتحاد جماهیر شوروی شده بود.